# Regne de Kalinga
Kalinga fou un antic regne de la costa oriental de l'Índia. Els seus límits són incerts però es creu que van incloure entre els Ghats Orientals i la mar i del riu Godavari fins al nord d'Orissa.
Sembla que els seus habitants es dedicaven al comerç marítim per molts països. Al seu poble i casa reial fan al·lusió les antigues cròniques de l'Índia i Ceilan i fou també conegut dels escriptors clàssics de Grècia i Roma i dels escriptors xinesos. Les primeres llegendes budistes parlen dels monarques de Kalinga com els reis d'un país civilitzat, no obstant el qual res definitiu es pot dir d'aquesta civilització.

## Etimologia
A les inscripcions del kalachuris o haihaya de Chedi, els rages portaven el títol de senyors de Kalanjjwrapura i de TriKalinga. Kalinjar és una fortalesa ben coneguda del Bundelkhand i el nom de Trikalinga es podria referir als tres regnes de Dhanaka o Amaravati (al Kistna), Andhra o Warangal, i Kalinga o Rajamahendri. El nom Trikalinga era probablement existent anteriorment, ja que Plini esmenta els macco-calingae i els gangarides-calingae com a pobles diferents dels calingae, i el Mahabhrata esmenta els kalingues tres vegades cadascuna amb relació a pobles diferents, i s'especula que Telingana seria una contracció de trikalinga.

## Història

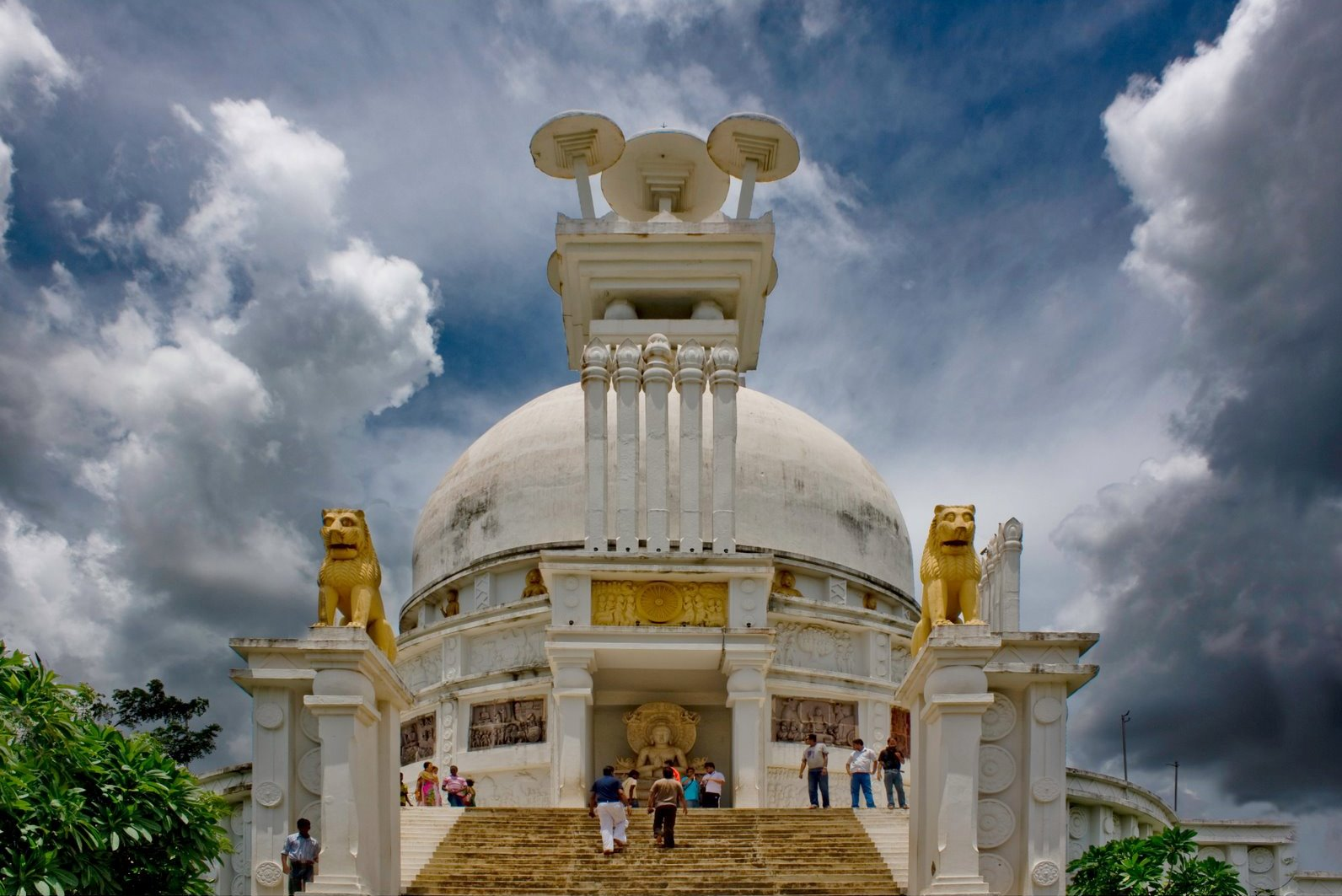
Pagoda de la pau a Bhubaneswar, on Asoka va convertir-se al budisme després de la guerra de Kalinga.

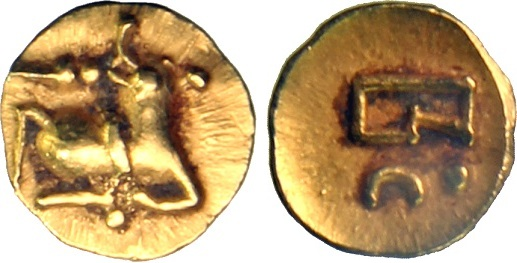
Moneda medieval de la diastia Ganga

Fou escenari de la sagnant guerra de Kalinga lliurada per l'emperador maurya Asoka el Gran de Magadha vers 265 aC.
El rei Kharavela (segona meitat del segle ii aC) fou un rei guerrer responsable de la propagació del jainisme per l'Índia oriental; segons la inscripció d'Hathigumpha prop de Bhubaneswar, Orissa, va atacar a Rajagriha a Maghada i va induir al rei indogrec Demetri de Bactriana a retirar-se de Mathura; el regne jainista de Kharavela tenia enllaços comercials amb Ceilan, Birmània, Thailàndia, Vietnam, Borneo, Bali, Sumatra i Java i colons de Kalinga es van establir en aquests llocs i segurament també a les Maldives i altres illes d'Indonèsia i a la península Malaya (on encara els indis són anomenats kelings, és a dir kalingues).
El 610 una inscripció de Sasanka, rei de Magadha, assegura haver conquerit una part del regne.
El pelegrí xinès Hwen Tsiang (630) el situa a la zona de parla telugu i al sud-oest de Ganjam, esmenta Kalinga (Kie-ling-kia) com una divisió del país de Telinga amb capital en el que avui és Rajamahendri (Rajahmundry) o Coringa. Les dues ciutats així com Singhapur o Sinhapura (del nom del seu fundador Sinhabahu, pare de Vijaya, primer rei conegut de Ceilan), Kalinganagara (encara existent, suposadament la moderna Kalingapatam) i Chicacole (Srikakulam), comparteixen l'honor d'haver estat en algun moment les capitals de Kalinga a diferents períodes. Rajamahendri (Rajahmundry) segons el peregrí era capital aleshores de la branca oriental o jove del Chalukya de Vengi, regne que havi estat establert vers el 540 amb la conquesta de la vella capital Vengipura, les restes de la qual encara existien a Vengi, a 8 km al nord d'Ellore i 80 km a l'oest-sud-oest de Rajamahendri. Després del 630 encara floria el budisme; el regne fou conquerit pel rei Harsa o Harshavardhana de Kanauj evers el 640.
Vers el 750 Kalinga fou dominada pel raja de Vengi que va traslladar la capital a Rajamahendri. Sinhapura seria la ciutat moderna del mateix nom al riu Lalgla a uns 185 km a l'oest de Ganjam.
Es coneixen el nom de nombrosos reis dels Gangues Orientals de Kalinga (dinastia Ganga Oriental) que apareixen gravats a objectes de metall fets com a regals a temples però els sistemes de datació són complexos i per ara les dates són incertes. Aquesta dinastia hauria iniciat el govern al segle VI seguint però a altres anteriors, i per procedir de la regió de Trikalinga, el regne fou de vegades anomenat així. Megàstenes esmenta el regne, citant als rius Prinas i Cainas (un tributari del Ganges) i dona a la seva gent el nom de calingae, que vivien prop de la mar, per sota dels mandei o malli (derivat del mont Mallus) fins al Ganges. La capital reial era Parthalis i el rei tenia 60.000 soldats, 1000 cavallers i 700 elefants. L'escriptura kalinga, derivada de Brahmi, va originar l'escriptura oriya.
Els gangues de Kalinga foren parents dels gangues de Mysore; al segle xi el coles van assolar Kalinga que aleshores estava sota l'alta sobirania dels Chalukya Orientals, i es va erigir un pilar de la victòria al turó de Mahendragiri. Els reis kesari haurien deixat com record els temples de Bhubaneswar i les ruïnes de les muntanyes Alti, però tot és prou incert; la dinastia dels Chora Ganga de Kalinganagar, de religió vaixnavita, constructors del famós temple de Jagannath a Puri i de la pagoda Negra a Konarak, seguia governant sobiranament o sotmesa. La capital del regne sota els gangues es considera que era a Mukhalingam al districte de Ganjam.
A patir del 1200 foren freqüents les lluites amb els musulmans que ja dominaven Bihar i Bengala. El 1361 el sultà tughlúquida de Delhi Firuz Shah Tughluk (1351-1388) va dirigir personalment una expedició a Orissa. El 1434 Kapileswar Deva, de la línia solar, va usurpar el tron d'Orissa i va fundar la dinastia Gajapati d'Orissa; va estendre els seus dominis cap al sud on les expedicions musulmanes havien portat la desorganització fins al riu Penner; els seus successors foren privats d'aquestes adquisicions progressivament pels sultans musulmans de Golconda mentre al nord els atacs musulmans es feien més insistents.

## Llista de reis
Dinastia Kshatriya
- Udhishthira segle VIII-VII aC
- Parikshit
- Djanmedjaya
- Shankaradeva
- Gautamadeva
- Mahendradeva
- Ishtadeva vers 600 aC
- Sevakadeva
- Vadjradeva
- Narasinhadeva
- Mankrishnadeva (Hansa)
- Bhodjadeva
- Vikramadija vers 500 aC
- Sakadija
- Karmadjitadeva
- Hatkeshvaradeva
- Birbhuvanadeva (Tribhuvana)
- Nirmaladeva
- Bhimadeva vers 400 aC
- Subhanadeva
- Chandradeva(Indradeva) vers 324 aC
- a Magadha vers 324-312 aC

Dinastia Tosala
- Diversos reis 312-226 aC
- a Magadha vers 226-185 aC

Dinastia Chedi
- Maha Megavanavarman vers 185-160 aC
- Vakradeva (Kudela) vers 160-145 aC
- Kharavela vers 145-120 aC
- Vadukha vers 120 aC

Dinastia Satavahana
- Gotamiputra Satakarni vers 100 aC
- Desconeguts vers 100 aC a 200 dC
- Yajnasri Satakarni, fins vers 202

Dinastia Murunda
- Rajadhiraja Dharmadamadhara vewrs 202-?
- Ganabhadra
- Desconegut
- Guha, fins vers 300

Dinastia Naga
- Satrubhanja vers 300
- a l'Imperi Gupta vers 350-390

Dinastia Mathara
- Umavarman vers 390-395
- Sankaravarman vers 395-400
- Shaktivarman vers 400- 420
- Anantasaktivarman vers 420-450
- Chandravarman vers 450-?
- Prabhandjanavarman
- Nandaprabhanjanaverman ? -498

Dinastia Ganga Oriental
- Indravarman I vers 498-535
- Hastivarman Rajasinha vers 535-550
- Indravarman II vers 550-590
- Indravarman III vers 590-625
- Danarnava vers 625
- Indravarman IV vers 625-650
- Devendravarman I vers 679
- Anantavarman I vers 700
- Nanadavarman vers 717
- Devendravarman II vers 747
- Rajandravarman I vers 760
- Anantavarman II vers 780-803
- Devendravarman III vers 803-809
- Rajandravarman II vers 809-840
- Devendravarman IV vers 840
- Satyavarman vers 847/849
- Vadjrahasta I vers 856
- Madhu Kamarnava I
- Vadjrahasta II
- Devendravarman V
- Virasinha
- Kamarnava I
- Danarnava
- Gunarnava I (possiblement Gunamaharnava, rei fins a 869)
- Kamarnava II
- Ranarnava
- Vadjrahasta III vers 869-913
- Kamarnava III (no apareix a algunes fonts)
- Gunarnava II (no apareix a algunes fonts)
- Potankusha (no apareix a algunes fonts) vers 921-936
- Kaligalankusha (no apareix a algunes fonts) vers 936-946
- Gundama I 913-916 o 946-953
- Kamarnava IV 916-951 o 953-978
- Vinayaditya 951-981 o 978-980
- Vadjrahasta IV 981-1016 o 980- 1015
- Kamarnava V 1016 o 1015
- Gundama II 1016-1019 o 1015-?
- Madhu Kamarnava II 1019-1038
- Vadjrahasta VI 1038-1070
- Rajrajdev I 1070-1077 o 1078
- Anandavarman Chodaganga 1077-1147 o 1078-1148
- Anangabhimadeva I (no apareix a algunes fonts) vers 1148
- Kamarnava VI 1147-1158 o 1148-1157
- Raghava 1158-1170 o 1157-1171
- Rajaraja II 1170-1198 o 1171-1205
- Rajaraja III 1198-1211 o 1205-1216
- Anangabhimadeva III 1211-1238 o 1216-?
- Narasimhadeva I 1238-1264
- Bhanudeva I 1264-1278 o 1279
- Narasimhadeva II 1278-1306 o 1279-?
- Bhanudeva II 1306-1328
- Narasimhadeva III 1328-1352
- Bhanudeva III 1352-1378
- Narasimhadeva IV 1378-1414
- Bhanudeva IV 1414-1435